# Sport Réunis de Delémont 2022-2023
Questa voce raccoglie le informazioni riguardanti il Sport Réunis de Delémont nelle competizioni ufficiali della stagione 2022-2023.

## Stagione
Nella stagione 2022-2023 il Delémont, allenato da Anthony Sirufo, concluse il campionato di Prima Lega al 1º posto.

## Rosa
| N. |                       | Ruolo | Calciatore                 |
| -- | --------------------- | ----- | -------------------------- |
| 2  | Svizzera (bandiera)   | C     | Romain Baume               |
| 3  | Francia (bandiera)    | D     | Jérémy Ducommun-dit-Boudry |
| 4  | Svizzera (bandiera)   | D     | Florent Jubin              |
| 5  | Svizzera (bandiera)   | D     | Léo Farine                 |
| 6  | Portogallo (bandiera) | C     | Steve Antunes              |
| 7  | Svizzera (bandiera)   | D     | Nolan Erard                |
| 8  | Nigeria (bandiera)    | C     | Steven Ukoh                |
| 9  | Francia (bandiera)    | A     | Clément Payan              |
| 10 | Francia (bandiera)    | C     | Martin François            |
| 11 | Turchia (bandiera)    | A     | Süleyman Türkes            |
| 14 | Svizzera (bandiera)   | C     | Altin Shala                |
| 15 | Francia (bandiera)    | D     | Mattéo Cesca               |
| 18 | Francia (bandiera)    | D     | Daoud Touré                |
| 19 | Francia (bandiera)    | C     | Sofiane Achour             |
| 21 | Svizzera (bandiera)   | C     | Noha Sylvestre             |

| N. |                     | Ruolo | Calciatore         |
| -- | ------------------- | ----- | ------------------ |
| 22 | Svizzera (bandiera) | C     | Dennis Wyder       |
| 23 | Svizzera (bandiera) | C     | Nohan Cuenat       |
| 24 | Kosovo (bandiera)   | A     | Luftëtar Mushkolaj |
| 25 | Svizzera (bandiera) | D     | Matthew Mäder      |
| 26 | Svizzera (bandiera) | C     | Nathan Ducommun    |
| 29 | Francia (bandiera)  | C     | Hugo Casano        |
|    | Svizzera (bandiera) | P     | Léonard Joliat     |
|    | Angola (bandiera)   | P     | Helder Moises      |
|    | Svizzera (bandiera) | P     | Steven Oberle      |
|    | Svizzera (bandiera) | P     | Marc Ummel         |
|    | Svizzera (bandiera) | D     | Valentin Cuenat    |
|    | Svizzera (bandiera) | D     | Khadim Ndiaye      |
|    | Svizzera (bandiera) | C     | Adam Assmy         |
|    | Svizzera (bandiera) | C     | Cyril Schwendimann |
|    | Mali (bandiera)     | A     | Oumar Coulibaly    |

## Organigramma societario
Area tecnica
- Allenatore: Anthony Sirufo
- Allenatore in seconda:
- Preparatore dei portieri:
- Preparatori atletici:

## Calciomercato

### Sessione estiva
| Acquisti | Acquisti        | Acquisti            | Acquisti |
| R.       | Nome            | da                  | Modalità |
| -------- | --------------- | ------------------- | -------- |
| C        | Adam Assmy      | Mulhouse U19        |          |
| A        | Oumar Coulibaly | Bassecourt          |          |
| C        | Hugo Casano     | Vannes              |          |
| D        | Nolan Erard     | Bienne              |          |
| C        | Steve Antunes   | Bassecourt          |          |
| A        | Süleyman Türkes | Black Stars Basilea |          |

| Cessioni | Cessioni                   | Cessioni          | Cessioni |
| R.       | Nome                       | a                 | Modalità |
| -------- | -------------------------- | ----------------- | -------- |
| P        | Valmir Sallaj              | Stade Payerne     |          |
| C        | Patrick Rodrigues Ferreira | FC Ajoie-Monterri |          |
| A        | Kevin Mapwata              | Vevey United      |          |
| A        | Mohamed Camara             | YF Juventus       |          |
| A        | Mehdi Benhaddouche         | Echallens         |          |
| A        | Aurelio Currenti           | Bassecourt        |          |
| A        | Alessandro Forte           | Bassecourt        |          |
| C        | Florent Hushi              | Bassecourt        |          |
| C        | Iago Quintas               | Courtételle       |          |

### Sessione invernale
| Acquisti | Acquisti           | Acquisti             | Acquisti |
| R.       | Nome               | da                   | Modalità |
| -------- | ------------------ | -------------------- | -------- |
| A        | Luftëtar Mushkolaj | Dornach              |          |
| D        | Matthew Mäder      | Bienne               |          |
| P        | Helder Moises      | Portalban/Gletterens |          |
| A        | Clément Payan      | FC Grandvillars      |          |
| C        | Dennis Wyder       | Köniz                |          |

| Cessioni | Cessioni  | Cessioni    | Cessioni |
| R.       | Nome      | a           | Modalità |
| -------- | --------- | ----------- | -------- |
| D        | Theo Guil | Courtételle |          |

## Risultati

### Prima Lega

#### andata
| Köniz 6 agosto 2022, ore 16:00 CEST 1ª giornata        | Köniz     | 0 – 2 referto        | Delémont | Sportplatz Liebefeld-Hessgut |
| \| \| \| \| \| \| Marcatori \| 7’ Türkes 28’ Achour \| |           |                      |          |                              |
|                                                        |           |                      |          |                              |
|                                                        | Marcatori | 7’ Türkes 28’ Achour |          |                              |

| Schötz 13 agosto 2022, ore 16:00 CEST 2ª giornata         | Schötz    | 0 – 2 referto           | Delémont | Fußballanlage Wissenhusen |
| \| \| \| \| \| \| Marcatori \| 22’ Achour 38’ François \| |           |                         |          |                           |
|                                                           |           |                         |          |                           |
|                                                           | Marcatori | 22’ Achour 38’ François |          |                           |

| Delémont 20 agosto 2022, ore 20:00 CEST 3ª giornata                    | Delémont  | 3 – 1 referto | Langenthal | Stadio La Blancherie (650 spett.) |
| \| \| \| \| \| Achour 20’, 72’ Casano 85’ \| Marcatori \| 47’ Miani \| |           |               |            |                                   |
|                                                                        |           |               |            |                                   |
| Achour 20’, 72’ Casano 85’                                             | Marcatori | 47’ Miani     |            |                                   |

| Münsingen 28 agosto 2022, ore 14:30 CEST 4ª giornata                                                    | Münsingen | 3 – 4 referto                             | Delémont | Sportanlage Sandreutenen (300 spett.) |
| \| \| \| \| \| Fuhrer 7’, 47’ Lavorato 17’ \| Marcatori \| 39’ Türkes 83’ Shala 90’ Cesca 90’ Casano \| |           |                                           |          |                                       |
| |           |                                           |          |                                       |
| Fuhrer 7’, 47’ Lavorato 17’                                                                             | Marcatori | 39’ Türkes 83’ Shala 90’ Cesca 90’ Casano |          |                                       |

| Delémont 3 settembre 2022, ore 20:00 CEST 5ª giornata              | Delémont  | 2 – 1 referto | Neuchâtel Xamax II | Stadio La Blancherie (720 spett.) |
| \| \| \| \| \| Cesca 36’ Achour 67’ \| Marcatori \| 87’ Zymberi \| |           |               |                    |                                   |
|                                                                    |           |               |                    |                                   |
| Cesca 36’ Achour 67’                                               | Marcatori | 87’ Zymberi   |                    |                                   |

| Soletta 10 settembre 2022, ore 16:00 CEST 6ª giornata                                      | Soletta   | 3 – 2 referto               | Delémont | Stadion Solothurn |
| \| \| \| \| \| Mast 51’, 53’ Zimmermann 90’ \| Marcatori \| 86’ (rig.) Achour 89’ Baume \| |           |                             |          |                   |
|                                                                                            |           |                             |          |                   |
| Mast 51’, 53’ Zimmermann 90’                                                               | Marcatori | 86’ (rig.) Achour 89’ Baume |          |                   |

| Delémont 21 settembre 2022, ore 20:15 CEST 7ª giornata      | Delémont  | 1 – 1 referto  | Rotkreuz | Stadio La Blancherie |
| \| \| \| \| \| Achour 24’ \| Marcatori \| 13’ Wellington \| |           |                |          |                      |
|                                                             |           |                |          |                      |
| Achour 24’                                                  | Marcatori | 13’ Wellington |          |                      |

| Dornach 24 settembre 2022, ore 16:00 CEST 8ª giornata            | Dornach   | 0 – 2 referto                  | Delémont | Sportanlage Gigersloch |
| \| \| \| \| \| \| Marcatori \| 13’ (rig.) Achour 90’ François \| |           |                                |          |                        |
|                                                                  |           |                                |          |                        |
|                                                                  | Marcatori | 13’ (rig.) Achour 90’ François |          |                        |

| Delémont 2 ottobre 2022, ore 14:30 CEST 9ª giornata                   | Delémont  | 3 – 0 referto | Bassecourt | Stadio La Blancherie (1 910 spett.) |
| \| \| \| \| \| François 31’ Türkes 60’ Antunes 71’ \| Marcatori \| \| |           |               |            |                                     |
|                                                                       |           |               |            |                                     |
| François 31’ Türkes 60’ Antunes 71’                                   | Marcatori |               |            |                                     |

| Basilea 9 ottobre 2022, ore 15:00 CEST 10ª giornata                                                    | Black Stars Basilea | 3 – 2 referto          | Delémont | Sportplatz Buschweilerhof (750 spett.) |
| \| \| \| \| \| Fazlija 31’ Viteritti 56’ Shillova 85’ (rig.) \| Marcatori \| 38’, 90’ (rig.) Türkes \| |                     |                        |          |                                        |
| |                     |                        |          |                                        |
| Fazlija 31’ Viteritti 56’ Shillova 85’ (rig.)                                                          | Marcatori           | 38’, 90’ (rig.) Türkes |          |                                        |

| Delémont 16 ottobre 2022, ore 14:30 CEST 11ª giornata                                                    | Delémont  | 4 – 2 referto    | Concordia Basilea | Stadio La Blancherie (907 spett.) |
| \| \| \| \| \| Ahmeti 6’ (aut.) Cesca 16’ François 45’ Coulibaly 45’ \| Marcatori \| 35’, 74’ Alessio \| |           |                  |                   |                                   |
| |           |                  |                   |                                   |
| Ahmeti 6’ (aut.) Cesca 16’ François 45’ Coulibaly 45’                                                    | Marcatori | 35’, 74’ Alessio |                   |                                   |

| Emmen 29 ottobre 2022, ore 18:00 CEST 12ª giornata                                                           | Emmenbrücke | 2 – 3 referto                                    | Delémont | Sportanlage Gersag (550 spett.) |
| \| \| \| \| \| Malbasic 38’ Tanushaj 60’ \| Marcatori \| 10’ Türkes 49’ (rig.) François 64’ (rig.) Achour \| |             |                                                  |          |                                 |
| |             |                                                  |          |                                 |
| Malbasic 38’ Tanushaj 60’                                                                                    | Marcatori   | 10’ Türkes 49’ (rig.) François 64’ (rig.) Achour |          |                                 |

| Delémont 6 novembre 2022, ore 14:30 CET 13ª giornata                                  | Delémont  | 2 – 2 referto           | Muri | Stadio La Blancherie (452 spett.) |
| \| \| \| \| \| Cesca 22’ Achour 52’ (rig.) \| Marcatori \| 18’ Zoller 90’ Ferreira \| |           |                         |      |                                   |
|                                                                                       |           |                         |      |                                   |
| Cesca 22’ Achour 52’ (rig.)                                                           | Marcatori | 18’ Zoller 90’ Ferreira |      |                                   |

| Wohlen 12 novembre 2022, ore 16:00 CET 14ª giornata                    | Wohlen    | 2 – 2 referto       | Delémont | Stadion Niedermatten |
| \| \| \| \| \| Quintas 90’, 90’ \| Marcatori \| 56’ Türkes 72’ Ukoh \| |           |                     |          |                      |
|                                                                        |           |                     |          |                      |
| Quintas 90’, 90’                                                       | Marcatori | 56’ Türkes 72’ Ukoh |          |                      |

| Delémont 20 novembre 2022, ore 14:30 CET 15ª giornata     | Delémont  | 2 – 0 referto | Thun II | Stadio La Blancherie (450 spett.) |
| \| \| \| \| \| Türkes 10’ François 30’ \| Marcatori \| \| |           |               |         |                                   |
|                                                           |           |               |         |                                   |
| Türkes 10’ François 30’                                   | Marcatori |               |         |                                   |

#### ritorno
| Delémont 27 novembre 2022, ore 14:30 CET 16ª giornata                | Delémont  | 3 – 0 referto | Köniz | Stadio La Blancherie |
| \| \| \| \| \| Coulibaly 11’ Cesca 33’ Achour 90’ \| Marcatori \| \| |           |               |       |                      |
|                                                                      |           |               |       |                      |
| Coulibaly 11’ Cesca 33’ Achour 90’                                   | Marcatori |               |       |                      |

| Delémont 26 febbraio 2023, ore 14:30 CET 17ª giornata | Delémont  | 1 – 1 referto | Schötz | Stadio La Blancherie (420 spett.) |
| \| \| \| \| \| Wyder 90’ \| Marcatori \| 17’ Yao \|   |           |               |        |                                   |
|                                                       |           |               |        |                                   |
| Wyder 90’                                             | Marcatori | 17’ Yao       |        |                                   |

| Langenthal 5 marzo 2023, ore 15:00 CET 18ª giornata                  | Langenthal | 1 – 3 referto            | Delémont | Sportplatz Rankmatte (375 spett.) |
| \| \| \| \| \| Miani 32’ \| Marcatori \| 57’ Ukoh 61’, 65’ Türkes \| |            |                          |          |                                   |
|                                                                      |            |                          |          |                                   |
| Miani 32’                                                            | Marcatori  | 57’ Ukoh 61’, 65’ Türkes |          |                                   |

| Delémont 12 marzo 2023, ore 14:30 CET 19ª giornata        | Delémont  | 1 – 1 referto | Münsingen | Stadio La Blancherie (540 spett.) |
| \| \| \| \| \| Wyder 20’ \| Marcatori \| 90’ Vernocchi \| |           |               |           |                                   |
|                                                           |           |               |           |                                   |
| Wyder 20’                                                 | Marcatori | 90’ Vernocchi |           |                                   |

| Neuchâtel 19 marzo 2023, ore 14:00 CET 20ª giornata                    | Neuchâtel Xamax II | 1 – 3 referto                 | Delémont | La Maladière (350 spett.) |
| \| \| \| \| \| Arm 1’ \| Marcatori \| 20’ Achour 45’ Ukoh 56’ Cesca \| |                    |                               |          |                           |
|                                                                        |                    |                               |          |                           |
| Arm 1’                                                                 | Marcatori          | 20’ Achour 45’ Ukoh 56’ Cesca |          |                           |

| Delémont 5 aprile 2023, ore 20:15 CEST 21ª giornata                                  | Delémont  | 2 – 1 referto    | Soletta | Stadio La Blancherie (390 spett.) |
| \| \| \| \| \| Touré 19’ Ducommun-dit-Boudry 32’ \| Marcatori \| 7’ (rig.) Mathys \| |           |                  |         |                                   |
|                                                                                      |           |                  |         |                                   |
| Touré 19’ Ducommun-dit-Boudry 32’                                                    | Marcatori | 7’ (rig.) Mathys |         |                                   |

| Risch 1º aprile 2023, ore 17:00 CEST 22ª giornata                                              | Rotkreuz  | 3 – 2 referto           | Delémont | Sportpark Rotkreuz (100 spett.) |
| \| \| \| \| \| Bokanga 16’ Wellington 42’ Allou 85’ \| Marcatori \| 8’ (rig.), 10’ François \| |           |                         |          |                                 |
|                                                                                                |           |                         |          |                                 |
| Bokanga 16’ Wellington 42’ Allou 85’                                                           | Marcatori | 8’ (rig.), 10’ François |          |                                 |

| Delémont 8 aprile 2023, ore 18:00 CEST 23ª giornata                         | Delémont  | 3 – 0 referto | Dornach | Stadio La Blancherie (450 spett.) |
| \| \| \| \| \| Shala 41’ Achour 45’ Mushkolaj 90’ (rig.) \| Marcatori \| \| |           |               |         |                                   |
|                                                                             |           |               |         |                                   |
| Shala 41’ Achour 45’ Mushkolaj 90’ (rig.)                                   | Marcatori |               |         |                                   |

| 16 aprile 2023, ore 14:30 CEST 24ª giornata | Bassecourt | 2 – 1 | Delémont |  |

| 23 aprile 2023, ore 14:30 CEST 25ª giornata | Delémont | 3 – 2 | Black Stars Basilea |  |

| Basilea 29 aprile 2023, ore 19:00 CEST 26ª giornata                     | Concordia Basilea | 2 – 1 referto | Delémont | Nachwuchs-Campus FC Basel |
| \| \| \| \| \| Silunzitisa 54’ Hasler 66’ \| Marcatori \| 17’ Achour \| |                   |               |          |                           |
|                                                                         |                   |               |          |                           |
| Silunzitisa 54’ Hasler 66’                                              | Marcatori         | 17’ Achour    |          |                           |

| 6 maggio 2023, ore 20:00 CEST 27ª giornata | Delémont | 1 – 0 | Emmenbrücke |  |

| 13 maggio 2023, ore 17:30 CEST 28ª giornata | Muri | 3 – 4 | Delémont |  |

| 20 maggio 2023, ore 16:00 CEST 29ª giornata | Delémont | 2 – 0 | Wohlen |  |

| 26 maggio 2023, ore 20:30 CEST 30ª giornata | Thun II | 2 – 2 | Delémont |  |

## Statistiche

### Statistiche di squadra
| Competizione | Punti | In casa | In casa | In casa | In casa | In casa | In casa | In trasferta | In trasferta | In trasferta | In trasferta | In trasferta | In trasferta | Totale | Totale | Totale | Totale | Totale | Totale | DR  |
| Competizione | Punti | G       | V       | N       | P       | Gf      | Gs      | G            | V            | N            | P            | Gf           | Gs           | G      | V      | N      | P      | Gf     | Gs     | DR  |
| ------------ | ----- | ------- | ------- | ------- | ------- | ------- | ------- | ------------ | ------------ | ------------ | ------------ | ------------ | ------------ | ------ | ------ | ------ | ------ | ------ | ------ | --- |
| Prima Lega   | 63    | 15      | 11      | 4       | 0       | 33      | 12      | 15           | 8            | 2            | 5            | 35           | 27           | 30     | 19     | 6      | 5      | 68     | 39     | +29 |
| Totale       | 63    | 15      | 11      | 4       | 0       | 33      | 12      | 15           | 8            | 2            | 5            | 35           | 27           | 30     | 19     | 6      | 5      | 68     | 39     | +29 |

### Andamento in campionato
| Giornata  | 1 | 2 | 3 | 4 | 5 | 6 | 7 | 8 | 9 | 10 | 11 | 12 | 13 | 14 | 15 | 16 | 17 | 18 | 19 | 20 | 21 | 22 | 23 | 24 | 25 | 26 | 27 | 28 | 29 | 30 |
| --------- | - | - | - | - | - | - | - | - | - | -- | -- | -- | -- | -- | -- | -- | -- | -- | -- | -- | -- | -- | -- | -- | -- | -- | -- | -- | -- | -- |
| Luogo     | T | T | C | T | C | T | C | T | C | T  | C  | T  | C  | T  | C  | C  | C  | T  | C  | T  | C  | T  | C  | T  | C  | T  | C  | T  | C  | T  |
| Risultato | V | V | V | V | V | P | N | V | V | P  | V  | V  | N  | N  | V  | V  | N  | V  | N  | V  | V  | P  | V  | P  | V  | P  | V  | V  | V  | N  |
| Posizione | 2 | 3 | 1 | 1 | 1 | 1 | 2 | 2 | 2 | 2  | 2  | 1  | 2  | 2  | 1  | 1  | 1  | 1  | 1  | 1  | 1  | 1  | 1  | 1  | 1  | 1  | 1  | 1  | 1  | 1  |

Legenda:

Luogo: C = Casa; T = Trasferta. Risultato: V = Vittoria; N = Pareggio; P = Sconfitta.